# Jeannie Ebner
Jeannie Ebner (amtlicher Name nach der Heirat: Jeannie Allinger, * 17. November 1918 in Sydney/Australien; † 16. März 2004 in Wien) war eine österreichische Schriftstellerin, Übersetzerin und Herausgeberin.

## Leben
Jeannie Ebner wurde am 17. November 1918 in Sydney als Tochter österreichischer Eltern geboren, denn ihr Vater Johann war mit siebzehn Jahren nach Australien ausgewandert. Nachdem die
Familie nach Österreich zurückgekehrt war, wuchs Jeannie Ebner in Wiener Neustadt auf. Ihre Jugend verbrachte sie in Weissenbach an der Triesting, diese Jugenderlebnisse verarbeitete sie später literarisch. Schon früh wurde ihr Leben mit dem Tod konfrontiert: Als 8-Jährige verlor sie ihren Vater, sieben Jahre später starb ihr Bruder Hans an einer langwierigen Blutvergiftung. Diese Erfahrung des Verlustes, diese Störung einer heilen Kinderwelt griff sie in ihren Werken immer wieder auf, wie etwa in den Romanen „Drei Flötentöne“ und „Figuren in Schwarz und Weiß“ sowie in mehreren Erzählungen. In Wiener Neustadt besuchte sie bis 1933 ein Realgymnasium, das sie verlassen musste, weil ihre Mutter das Schulgeld nicht mehr aufbringen konnte. Anschließend absolvierte sie eine Lehre als Speditionskauffrau. Ab 1938 studierte sie an der Akademie der bildenden Künste Wien Bildhauerei. Während des Zweiten Weltkriegs führte sie eine eigene Spedition mit 35 Mitarbeitern, die sie jedoch nach dem Krieg verlor. Ab 1946 lebte sie in Wien, wo sie bis 1949 als Stenotypistin bei den US-amerikanischen Streitkräften arbeitete. Jeannie Ebner begann bereits in ihrer Jugend zu schreiben, offiziell tat sie dies ab 1952. Anfangs von Hans Weigel gefördert, arbeitete sie fortan als freie Schriftstellerin und Übersetzerin aus dem Englischen. Neben diesen Tätigkeiten wirkte sie von 1968 bis 1978 als Mitherausgeberin und Redakteurin bei der Literaturzeitschrift „Literatur und Kritik“, wo sie als Mentorin und Entdeckerin von Schriftstellern wie Ingeborg Bachmann, Marlen Haushofer, Gerhard Fritsch, Thomas Bernhard und anderen galt. Von 1974 bis 1990 gehörte sie dem Kultursenat des Landes Niederösterreich an. Außerdem war Jeannie Ebner neben der Veröffentlichung ihrer eigenen 25 Bücher sowie der 36 Übersetzungen jahrelang im Vorstand der L.V.G. (Literarische Verwertungsgesellschaft), und des Literaturkreises PODIUM sowie im P.E.N., im Schriftstellerverband und in der Österreichischen Gesellschaft für Literatur. Jeannie Ebner starb am 16. März 2004 im Sanatorium Liebhartstal und wurde in Wiener Neustadt begraben.
Jeannie Ebner verfasste Lyrik und Prosa (ihre dramatischen Arbeiten wurden nie veröffentlicht); ihr Werk, in dem sich häufig Traum und Alltagsrealität mischen, stand anfangs unter dem Einfluss des Surrealismus, später der antiken Mythologie und der christlichen Symbolik. Auch wegen ihrer Mitwirkung in verschiedenen literarischen Gremien Österreichs und ihres Engagements bei der Förderung junger Talente gilt Ebner als eine bedeutende Persönlichkeit der österreichischen Nachkriegsliteratur.
Jeannie Ebner war Mitglied der IG Autorinnen Autoren und des Österreichischen PEN-Zentrums. Ein umfangreicher Teilnachlass findet sich in Wien in der Wienbibliothek im Rathaus.

## Auszeichnungen, Ehrungen, Preise
- 1955 Förderpreis des Theodor-Körner-Stiftungsfonds
- 1959 1. Preis im Erzählerwettbewerb der Bertelsmann-Preisausschreiben
- 1961 Literaturförderpreis der Stadt Wien
- 1962 Robert-Musil-Preis
- 1962 Willibald-Pirckheimer-Medaille
- 1970 Adalbert-Stifter-Medaille
- 1971 Literaturpreis der Stadt Wien
- 1972 Kulturpreis des Landes Niederösterreich für Literatur
- 1972 Österreichischen Kinder- und Jugendbuchpreis in der Sparte Übersetzung
- 1983 Kulturpreis der Stadt Wiener Neustadt
- 1993 Österreichischer Würdigungspreis für Literatur
- 1994 Großes Goldenes Ehrenzeichen für Verdienste um das Bundesland Niederösterreich
- 2016 wurde im 21. Wiener Gemeindebezirk Floridsdorf der Jeannie-Ebner-Weg nach ihr benannt.[1]

## Werke
- Gesang an das Heute, Wien 1952
- Sie warten auf Antwort, Wien [u. a.] 1954
- Die Wildnis früher Sommer, Köln [u. a.] 1958
- Der Königstiger, Gütersloh 1959
- Die Götter reden nicht, Gütersloh 1961
- Im Schatten der Göttin, Graz [u. a.] 1963
- Figuren in Schwarz und Weiß, Gütersloh 1964
- Gedichte, Gütersloh 1965
- Prosadichtungen, Salzburg 1973
- Protokoll aus einem Zwischenreich, Graz [u. a.] 1975
- Gedichte und Meditationen, Baden bei Wien
  - 1 (1978)
  - 2 (1987)
- Sag ich, Köln 1978
- Erfrorene Rosen, Graz [u. a.] 1979
- Drei Flötentöne, Graz [u. a.] 1981
- Aktäon, Graz [u. a.] 1983
- Das Bild der beiden Schwestern, Leipzig 1984
- Papierschiffchen treiben, Graz [u. a.] 1987
- Gesammelte Gedichte, Wiener Neustadt 1988
- … und hat sein Geheimnis bewahrt, Graz [u. a.] 1991
- Zauberer und Verzauberte, Graz [u. a.] 1992
- Der Genauigkeit zuliebe, Graz [u. a.] 1993
- Leichtfüßig, Wien 1993
- Sämtliche Gedichte, Wiener Neustadt 1993
- Flucht- und Wanderwege, St. Pölten 1998
- Die neue Penelope, Graz [u. a.] 1998
- Jeannie Ebner. Lichtsignale, ausgewählte Gedichte, Podium, St. Pölten 2005, ISBN 978-3-902054-36-4.

## Übersetzungen
- Cynthia Asquith: Schrecksekunden, Rainer-Wunderlich-Verlag Hermann Leins, Tübingen 1971, ISBN 3-8052-0001-3.
- Richard Bach: Die Möwe Jonathan, Ullstein, Berlin [u. a.] 1970, ISBN 3-550-06228-1.
- Ludwig Bemelmans: Die Frau meines Lebens, Köln [u. a.] 1958
- Yael Dayan: Spuren im Staub, Wien 1968
- Yael Dayan: Der Tod hat zwei Söhne, Wien [u. a.] 1968
- Martin Esslin: Jenseits des Absurden, Wien 1972
- Bernard Frizell: Julie, Hamburg 1962
- Sarah Gainham: Die Nymphe, Wien [u. a.] 1970
- Nancy Hallinan: Kleine Lampe im großen Wind, Frankfurt am Main 1958
- Virginia Hamilton: Der Planet des Patrick Brown, Zürich [u. a.] 1975
- Rosemary Harris: Eine Katze für Noahs Arche, Wien [u. a.] 1972
- Derek Lambert: Engel im Schnee, Berlin [u. a.] 1970
- Walter Macken: Gott schuf den Sonntag und andere Erzählungen, München 1962
- Walter Macken: Wer Augen hat zu sehen …, München 1963
- Francis MacManus: Heimkehr nach Watergate, München 1965
- Francis MacManus: Zieh hin, lieber Fluß, München 1964
- Salvador de Madariaga: Über Don Quijote, Wien [u. a.] 1965
- Michael McLaverty: Zu ihren Lebzeiten, München 1966
- Navarre Scott Momaday: Haus aus Dämmerung, Frankfurt am Main [u. a.] 1971
- Christian Morgenstern: Galgenlieder, Wiener Neustadt 1996
- Henry V. Morton: Spanische Reise, Wien 1957
- Anne Nall-Stallworth: Nächstes Jahr um diese Zeit, München 1975
- Edna O’Brien: Die Fünfzehnjährigen, Hamburg 1961
- Peadar O’Donnell: Die großen Fenster, München 1966
- Peadar O’Donnell: Die Inselleute von Inniscara, München 1964
- John Boynton Priestley: Snoggle von der Milchstraße, Recklinghausen 1973
- Miss Read: Blick über den Zaun, München 1965
- Miss Read: Unser kleines Schicksal, München 1964
- Meriol Trevor: Morgen werden wir leben, München 1965
- Larry Woiwode: Ein Stern, ein Stein, Staub, Berlin [u. a.] 1980